# خیرو، سند
خیرو (به انگلیسی: Khairo) یک منطقهٔ مسکونی در پاکستان است که در ایالت سند واقع شده‌است. خیرو ۱۷ متر بالاتر از سطح دریا واقع شده‌است.